# Rovišće
Rovišće es un municipio de Croacia en el condado de Bjelovar-Bilogora.

## Geografía
Se encuentra a una altitud de 130 m s. n. m. a 76 km de la capital nacional, Zagreb.

## Demografía
En el censo 2011 el total de población del municipio fue de 4822 habitantes, distribuidos en las siguientes localidades:
- Domankuš - 258
- Gornje Rovišće - 95
- Kakinac - 78
- Kovačevac - 176
- Kraljevac - 402
- Lipovčani - 69
- Podgorci - 444
- Predavac - 1 254
- Prekobrdo - 113
- Rovišće -  1 196
- Tuk - 354
- Žabjak - 383

| Gráfica de población de Rovišće 1857-2011                           |
|                                                                     |
| Según los censos de población de la oficina estadística de Croacia. |